# Хуйдурович, Фарук
Фарук Хуйдурович (босн. Faruk Hujdurović; род. 14 мая 1970 года, Биелина, Югославия) — боснийский футболист, выступавший на позиции защитника. Привлекался в национальную сборную Боснии. Тренер.

## Биография
В молодости Фарук играл за «Радник Биелина», «ОФК Белград» и «Хайдук Кула». В 1996 году присоединился к словенскому «Целе», в январе 1998 перешел в австрийский «Рид». В составе этого клуба в сезоне 1997/1998 стал обладателем Кубка Австрии. В 1999 году впервые был вызван в сборную Боснии и Герцеговины, всего сыграл за неё 12 матчей (последний - в 2002 году).
В сентябре 2000 года перешёл в выступающий в немецкой Бундеслиге «Энерги». В составе клуба из Котбуса провел 60 матчей в первой Бундеслиге и пять во второй. Его единственным мячом, забитым за «Энерги», стал гол на первой минуте матча против «Гамбурга», состоявшегося в рамках 33 тура сезона 2000/2001 и завершившегося победой со счетом 4 - 2.
Летом 2004 года Хуйдурович перебрался в «Карл Цейсс», выступавший в Оберлиге - четвертой в немецкой футбольной иерархии. Выиграв в первом сезоне в северо-восточной зоне Оберлиги, команда вышла в Региональную лигу. В сезоне 2005/200 появился на поле 17 раз, а перед зимней паузой он был выгнан из команды за неоднократные случаи неспортивного поведения на тренировках.
В зимнюю трансферную паузу Хуйдурович присоединился к «Эшборну», также выступавшему в Региональной лиге, но в её южной зоне. Пробыв в этом клубе полгода, ушёл в команду из Оберлиги «Плауэн». Два года спустя футболист перешёл в «Пёснек», в котором и завершил карьеру игрока спустя ещё два года, заняв тренерский пост.

## Достижения
- Обладатель Кубка Австрии 1998.